# Unione italiana editoria audiovisiva

Logo dell'Univideo.

L'Unione italiana editoria audiovisiva (nota anche come Univideo) è un'associazione italiana che si occupa della diffusione dell'home video e degli interessi delle aziende operanti nel settore.
Fondata nel 1983, l'associazione raccoglie imprese che operano nel settore audiovisivo; Univideo è membro di Confindustria e dell'International Video Federation (IVF) di Bruxelles. Dal 2011 al 2015 presidente dell'associazione è stato Roberto Guerrazzi. Con le nomine del 16 febbraio 2015 il presidente per il biennio 2015/2016 è Lorenzo Ferrari Ardicini, amministratore della CG Entertainment.